# Charlotte Bøving (skuespiller)
 Der er flere personer med dette navn, se Charlotte Bøving.
Charlotte Bøving (født 15. august 1964 i Aarhus) er en dansk skuespiller og teaterinstruktør.
Bøving er uddannet fra Skuespillerskolen ved Aarhus Teater i 1992. Hun var ansat ved teatret frem til 1996, hvor hun flyttede til København og blev freelance. Hun har haft roller ved Det Danske Teater, Bådteatret og Husets Teater. For sin rolle i Saalbachs Verdens ende på Husets Teater blev hun i 2004 nomineret til en Reumert for bedste kvindelige birolle. I 1995 fik hun Henkelprisen for årets bedste kvindelige skuespiller.
Hun bor i Reykjavik på Island , hvor hun bl.a. har medvirket i filmene Om heste og mænd (2013) og Blandt mænd og får (2015), samt skrevet og instrueret Den Kolde Jomfru, som i 2003 blev nomineret til den islandske Grima-pris. Førstnævnte film modtog Nordisk Råds Filmpris i 2014.
Desuden har Charlotte Bøving spillet rollen som bjergbestigeren Lene Gammelgaard i den internationale spændingsfilm Everest (2015]), instrueret af Baltasar Kormákur.

## Udvalgt filmografi
- Den eneste ene (1999)
- Om heste og mænd (2013)
- Blandt mænd og får (2015)
- Everest (2015)

### Tv-serier
- Mit liv som Bent (2001)